# Auch
Auch (okcitansko Aush) je mesto in občina v južni francoski regiji Oksitanija, prefektura departmaja Gers in zgodovinsko glavno mesto Gaskonje. Mesto ima okoli 22.000 prebivalcev.
Leži ob Jakobovi poti (Via Tolosana) in je sedež nadškofije.

## Zgodovina
Auch je starodavno mesto. Samo ime izhaja iz imena akvitanskega plemena Avskov (latinsko Ausci), ki so naseljevali to ozemlje za časa rimskega osvajanja leta 50 pred našim štetjem. Kraj, prvotni oppidum Climberrum ali Elimberris, so Rimljani preimenovali v Augusta Auscorum in je bilo na poti med Burdigale (zdaj Bordeaux) in Tolose (danes Toulouse); po mnenju antičnega geografa Pomponija Mela (De chorographia 3, 20) je bil zelo pomemben. V tem času je bil kraj eden od dvanajstih civitates v provinci Novempopulana (Gaskonja). 
Leta 409, po uničenju Éauzeja s strani Vandalov, je Auch postal novo glavno mesto Gaskonje, ki je trajala vse do francoske revolucije, ko je bil ustanovljen departma Gers. Krščanstvo je na območje Aucha prišlo okoli konca 3. stoletja, mesto pa je verjetno postalo sedež škofa v 4. stoletju. Od začetka 5. stoletja je približno stoletje pripadalo Vizigotskemu cesarstvu in prišel pod frankovsko cesarstvo po bitki pri Vouilléju (507). Na desnem bregu Gersa je bilo do leta 732; toda ko so ga istega leta opustošili Saraceni, so begunci obnovili vasico na hribu na levem bregu reke. Leta 843 so ga spet opustošili, tokrat Normani. Po uničenju Eauzeja s strani Normanov okoli sredine 9. stoletja je bilo njegovo cerkveno upravno okrožje združeno s škofijo Auch. Slednja je bila v času škofa Ajrarda leta 879 dvignjen v status nadškofije; Auški nadškofi so do izbruha francoske revolucije (1789) imeli naslov primasa Akvitanije.
V 10. stoletju je grof Bernard I. Armagnacški ustanovil benediktinsko opatijo Saint Orens, katere menihi so si do leta 1308 z lokalnimi nadškofijo delili pristojnost nad mestom, kar je vodilo v nenehne konflikte. Leta 1068 je kardinal in papeški legat Hugo le Blanc tu organiziral cerkveni zbor, na katerem je bilo ugotovljeno, da bi morale skoraj vse gaskonjske cerkve plačati četrtino svoje desetine Auchski stolnici. V enem od spopadov med nadškofijo in redovniki iz Saint Orensa 28. aprila 1119 je bil ranjen nadškof, ki je ravno daroval mašo, ubili so veliko vernikov in požgali stolnico.
V mestu Auch so od leta 1140 prebivali grofje Armagnac, ki so sledili tistim iz Fézensaca. Od leta 1160 je Bernard IV. Armagnacški delil nadzor nad mestom Auch z lokalnim nadškofom, ki je v zameno upal na grofovo podporo. Leta 1279, 1300, 1308, 1324 in 1330 so potekale tudi sinode o cerkveni disciplini, ki so ji predsedovali lokalni nadškofi.
Ko je francoski kralj Filip IV. leta 1295 osvojil Guyenne, je Auch, ki je tako kot celoten Armagnac prišel pod angleško oblast, spet postal francoski. Takrat so se kraljevi komisarji pogajali s predstojnikom Saint Orensa in nadškofom Aucha, da bi kralju podelili suverenost nad mestom. Leta 1308 je župan Saint Orens vse pravice do mesta prenesel na Filipa IV. Od leta 1330 si je kralj Filip VI. delil z nadškofijo pravice pristojnosti - uredba, ki pa je bila decembra 1339 razveljavljena na zahtevo grofa Armagnaca.
V stoletni vojni (1337–1453) je Auch s pogodbo v Brétigny (1360) pripadel Angliji, vendar se je leta 1371 vrnil v Francijo. Med zadnjim uporom grofa Jeana V. Armagnaca leta 1473 so čete kralja Ludvika XI., po ropanju Lectoura, Auch osvojile za domeno francoske krone. Mesto je postalo sedež kraljevega dvora. Da bi poudarilo pomen nadškofov, je imelo od leta 1489 dalje tudi impozantno stolnico sv. Marije, zgrajeno na ruševinah požgane stare romanske stolnice.
Protestantska reformacija je v letih 1556 / 57 našla v Auchu številne privržence. Interveniral je poznejši maršal Monluc, ki so ga pozvali leta 1561, da bi preprečil ta razvoj. Ker pa so se prior in redovniki iz Saint Orensa naslednje leto spreobrnili v protestantsko vero, je to novo stanje ostalo na začetku. V poznejših hugenotskih vojnah je bilo mesto vedno v lasti katoličanov, razen ko so ga leta 1569 hugenoti pod grofom Gabrijelom von Montgomeryjem zasedli, a so se mu kmalu spet odrekli.
Po razdelitvi Francije na generalitete je Auch najprej spadal pod Montauban. Leta 1716 je bila iz  dela tega območja in Bordeauxa ustanovljena Generaliteta Auch in Pau. Prvi intendanti so prebivali pogosteje v Pau kot v Auchu. V času vladavine kralja Ludvika XV. je Antoine Mégret d'Étigny, ki je bil intendant med letoma 1751 in 1767, veliko prispeval k dvigu mesta, njegove trgovine in gospodarstva - zgradil je številne pomembne zgradbe, na primer mestno hišo. Po njegovi smrti leta 1767 se je Pau ločil od Aucha, vendar sta se ponovno združila le štiri leta pozneje. V 18. stoletju je bil Auch glavno mesto Gaskonje. Od začetka francoske revolucije (1789 / 90) je bil upravni sedež departmaja Gers.

## Geografija
Kraj leži v pokrajini Gaskonji ob reki Gers, 77 km zahodno od Toulousa.
Leži tudi na hribu v bližini na višini približno 145 m. Podnebje je zmerno; dež (približno 755 mm / leto) pade čez leto.

## Uprava
Auch je sedež štirih kantonov:
- Kanton Auch-Jugovzhod-Seissan (del občine Auch, občine Auterive, Boucagnères, Haulies, Labarthe, Orbessan, Ornézan, Pessan, Sansan, Seissan),
- Kanton Auch-Jugozahod (del občine Auch, občine Barran, Le Brouilh-Monbert, Durban, Lasséran, Lasseube-Propre, Pavie, Saint-Jean-le-Comtal),
- Kanton Auch-Severovzhod (del občine Auch, občine Augnax, Crastes, Lahitte, Leboulin, Montégut, Nougaroulet, Puycasquier, Tourrenquets),
- Kanton Auch-Severozahod (del občine Auch, občine Castin, Duran, Mirepoix, Montaut-les-Créneaux, Preignan, Roquelaure, Sainte-Christie).

Mesto je prav tako sedež okrožja, v katerega so poleg njegovih vključeni še kantoni Cologne, Gimont, L'Isle-Jourdain, Jegun, Lombez, Samatan, Saramon in Vic-Fezensac s 73.410 prebivalci.

## Znamenitosti
- Auch je znan po poznogotski stolnici svete Marije iz 15. do 17. stoletja in čudovitih kornih klopeh. Od leta 1998 je priznana kot del Unescove Jakobove poti v Franciji.
- Omeniti velja tudi "La Tour d'Armagnac", stolp iz 14. stoletja na vrhu monumentalnega stopnišča, zgrajenega sredi 19. stoletja, ki vodi od Gersa do stolnice. Spodnji konec tega stopnišča varuje kip mušketirja d'Artagnana, lika iz romana Alexandra Dumasa, ki temelji na resničnem življenju Charlesa Batza, grofa d'Artagnana. Tu je preživel otroštvo in mladost.
- Maison Fédel je premišljeno zasnovana pollesena hiša z več križnimi okni iz 15. stoletja nad kamnitim pritličjem, v katerem so verjetno bili poslovni prostori.
- Današnja mestna hiša (Hôtel de Ville) je v nekdanji palači intendanta Étignyja. Zgrajena je bila v letih 1760-1778.
- Nekdanja nadškofijska palača (1750–1770) zdaj služi kot sedež prefekture departmaja Gers.
- Od nekdanjega frančiškanskega samostana (Couvent de Cordeliers) je ohranjen le del poznega gotskega križnega hodnika (cloître) in kapiteljska dvorana (salle capitulaire).
- Od nekdanjega prioriata Saint-Orens na bregovih Gersa je ostal samo kubični stolp iz 14. stoletja.
- Collège Salinis je bil ustanovljen sredi 16. stoletja; današnje stavbe v glavnem izvirajo iz 18. stoletja.
- Musée des Jacobins prikazuje eksponate iz zgodovine mesta, pa tudi iz Srednje Amerike.

zunaj
- Château de Marin in Château de Saint-Cricq sta približno 5 km jugovzhodno od Aucha

## Osebnosti
- Louis Thomas Villaret de Joyeuse (1747-1812), admiral;

## Pobratena mesta
- Calatayud (Aragonija, Španija),
- Memmingen (Bavarska, Nemčija).